# El opríchnik

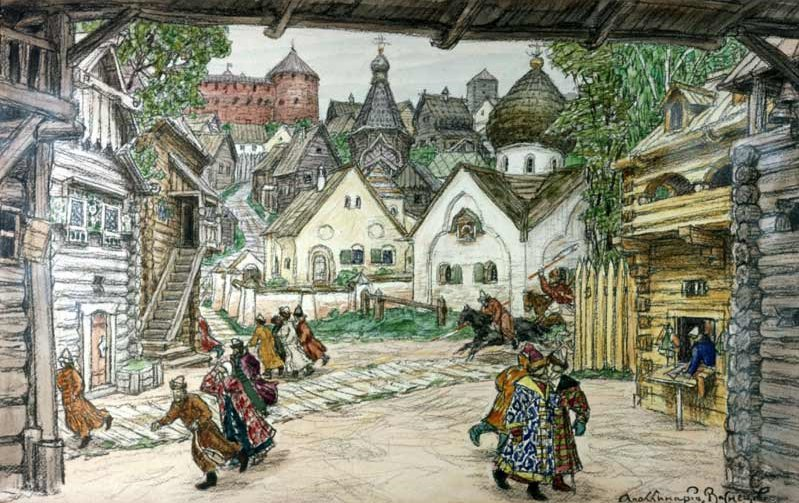
Boceto de decorado para la ópera El opríchnik. Por Apolinari Vasnetsov, 1911.

El opríchnik o El guardia (en ruso, Опричник / Opríchnik) es una ópera en 4 actos y 5 escenas, con música de Piotr Ilich Chaikovski y libreto en ruso de Iván Lazhéchnikov (1792–1869). El tema de la ópera son los opríchniks. Se ambienta en la corte de Iván el Terrible en tiempos de la Opríchnina (1565–1573).
Chaikovski trabajó en la ópera desde febrero de 1870 hasta marzo de 1872. Incluye música de su anterior ópera El voivoda (1869). La obra está dedicada al gran duque Constantino Nikoláievich Románov. Se estrenó en el Teatro Mariinski en San Petersburgo el 24 de abril de 1874, a lo que siguió su estreno en Moscú el 16 de mayo del mismo año en el Teatro Bolshói.
En las estadísticas de Operabase no figura entre las óperas representadas en el período 2005-2010.

## Personajes
| Personaje                           | Tesitura     | Reparto del estreno, San Petersburgo 24 de abril [Antigua datación, 12 de abril] 1874 Director: Eduard Nápravník) | Reparto del estreno, Moscú 16 de mayo [Antigua datación, 4 de mayo] 1874 (Director: Eduard Merton) |
| ----------------------------------- | ------------ | --- | -------------------------------------------------------------------------------------------------- |
| Príncipe Zhemchuzhny                | bajo         | Vladímir Vasíliev                                                                                                 | Demídov                                                                                            |
| Natalia, su hija                    | soprano      | Wilhelmina Raab                                                                                                   | Carlota Smélskaya                                                                                  |
| Molchán Mitkov, el novio de Natalia | bajo         | V. F. Sóbolev | |
| Boyarda Morózova, la viuda          | mezzosoprano | Aleksandra Krútikova                                                                                              | Evlaliya Kádmina                                                                                   |
| Andréi Morózov, su hijo             | tenor        | D. A. Orlov | Aleksandr Dodónov                                                                                  |
| Fiódor Basmánov, un joven opríchnik | contralto    | V. M. Vasíliev | Anna Áristova                                                                                      |
| Príncipe Vyázminski                 | barítono     | Iván Mélnikov | Platón Rádonezhski                                                                                 |
| Zajáryevna                          | soprano      | Olga Shreder (Schröder)                                                                                           | |
| Coro, papeles mudos: Pueblo         |              | | |